# عملیات شب قدر
حملهٔ موشکی ۲۰۱۷ دیرالزّور با نام عملیاتی شب قدر، به حملات سپاه پاسداران به استان دیرالزور در مرز سوریه و عراق پس از انجام حملات ۱۳۹۶ تهران گفته می‌شود. نیروی هوافضای سپاه پاسداران در آخرین دقایق روز یک‌شنبه ۲۸ خرداد ۱۳۹۶ و همزمان با آخرین شب قدر ماه رمضان با نام عملیاتی «لیلةالقدر» به وسیلهٔ شش فروند موشک بالستیک میان‌برد از پایگاه‌های موشکی نیروی هوافضای سپاه در استان‌های کرمانشاه و کردستان مواضع داعش (مقرّ فرماندهی و مراکز تجمع و پشتیبانی) در منطقه دیرالزور سوریه (فاصله حدود ۶۵۰ کیلومتر) را هدف گرفت.

## بیانیهٔ سپاه پاسداران
سپاه پاسداران اعلام کرده بود که به پایگاه تروریست‌های تکفیری در دیرالزور سوریه حملهٔ موشکی کرده است. این سازمان ضمن انتشار بیانه‌ای اعلام کرد که این حملات به انتقام حملات ۱۷ خرداد تهران که در آن نیروهای داعش به یکی از ساختمان‌های مجلس شورای اسلامی و حرم سید روح‌الله خمینی حمله کردند انجام شده است که در این عملیات تعدادی موشک زمین‌به‌زمین از پایگاه‌های موشکی نیروی هوافضای سپاه پاسداران در استان‌های کرمانشاه و کردستان به سوی سوریه پرتاب شده‌اند که طی آن تعدادی از افراد وابسته به داعش کشته و تجهیزات و سامانه‌های آن‌ها منهدم شده‌اند.

## علت انتخاب دیرالزور برای حملات
استان دیرالزور در مرز عراق و سوریه و کرانه رود فرات واقع شده است. پس از شکست‌های گروهای تروریستی در حلب بسیاری از آن‌ها به این نقطه منتقل شدند و مقر فرماندهی و پشتیبانی عملیاتی آن‌ها در این استان قرار داشت.

## واکنش‌ها

### خارجی
- بنیامین نتانیاهو نخست‌وزیر اسرائیل گفت: «ما عمل و کلمات آن‌ها را دنبال می‌کنیم. من پیامی برای ایران دارم: اسرائیل را تهدید نکنید.»[۹]
- داعش ضمن تأیید حمله موشکی جمهوری اسلامی به خود ادعاهای مبنی بر کشته شدن شماری از فرمانده هانش را تکذیب نمود و مدعی شد موشک‌ها شهروندان عادی را هدف قرار دادند.[۱۰][۱۱]

### داخلی
- حسن روحانی رئیس‌جمهور ایران اعلام کرد: «پاسخ موشکی سپاه به داعش بسیار بجا و کمتر از آنچه بود که نیروهای ما اجازه داشتند. هرگونه تعدی، با پاسخ بسیار قاطع‌تر مواجه می‌شود.»
- قاسم سلیمانی: فرمانده نیروی قدس سپاه پاسداران، ضمن انتشار تصویری در اینستاگرام خود که در آن آیهٔ ۲۲۷ سورهٔ شعرا دیده می‌شد، نوشت: کسانی که ظلم و ستم می‌کنند به‌زودی خواهند دانست؛ که به چه کیفری بازمی‌گردند.[۱۲]
- احمدرضا پوردستان: جانشین فرمانده کل ارتش جمهوری اسلامی ایران اعلام کرد که دیشب دنیا مشاهده کرد که با خشم مقدس و کنترل شده فرزندان مدافع ملت در قالب موشکهای ذوالفقار توانایی مهیب و ویرانگر بر سر لانه‌ها و مخفیگاه‌های خفاشان داعشی باریدن گرفت.[۱۳]
- محمدجواد ظریف: وزیر امور خارجه ایران در پیامی در توئیتر خود نوشت که توانایی موشکی ایران برای حفاظت از شهروندان خود کاملاً قانونی است و باعث پیشبرد نبرد جهانی علیه داعش و تروریسم است.[۱۴]
- علی‌اکبر ولایتی: رئیس مرکز تحقیقات استراتژیک مجمع تشخیص مصلحت در صفحه اینستاگرام خود نوشت اقدام ارزشمند نرم و با صلابت سپاه پاسداران انقلاب اسلامی در انهدام مراکز تروریستی نمونه و بخشی از توان دفاعی و بازدارندگی کشور است؛ که برای دشمنان می‌تواند کوبنده تر هم باشد.[۱۵]
- محسن رضایی: دبیر مجمع تشخیص مصلحت نظام در پیامی توئیتری نوشت: این شروع انتقام از داعش است و سیلی بزرگتر در راه است.[۱۶]

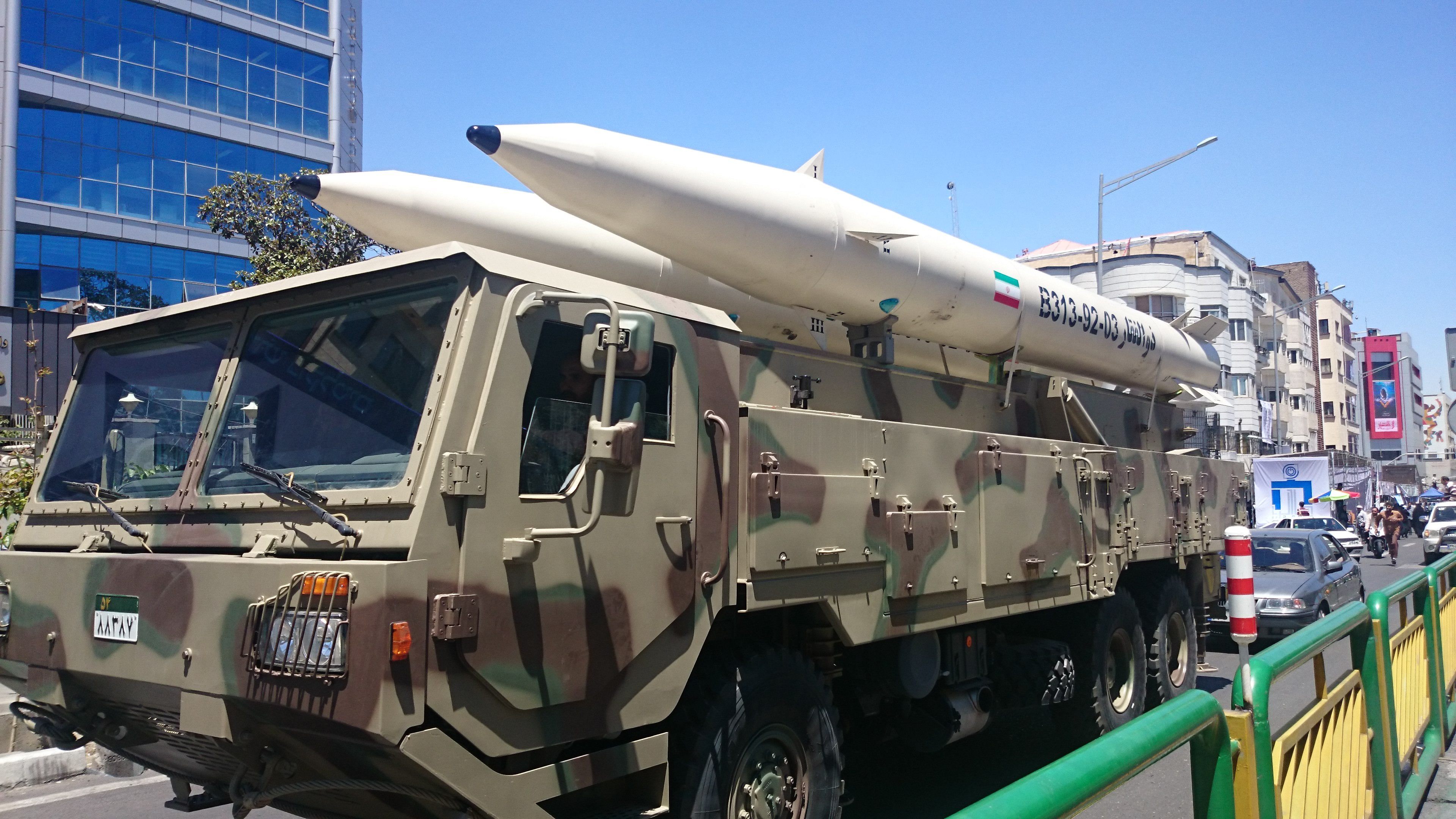
موشک ذولفقار در راهپیمایی روز قدس ۹۶

## تلفات داعش
نام‌هایی چون ابوعاصم اللیبی و عبدالقادر الفرانی، سعد الحسینی و الشیشانی داماد ابوبکر بغدادی در میان کشته‌شدگان حملهٔ موشکی ایران به داعش به چشم می‌خورد. داعش این ادعای سپاه پاسداران مبنی بر کشته شدن شماری از فرماندهانش را تکذیب کرد و آن را دروغ خواند و کشته شدگان را شهروندان عادی اعلام کرد.